# Парк Пионеров
Парк пионеров разбит в центральной части города Смоленска на пересечении улиц Барклая-де-Толли и Исаковского.
Парк создан в XIX веке. Изначально носил название «Бульвар имени В. О. Сосновского» (смоленского губернатора). В 1905 году в его комплекс вошёл участок бывшего Шеинова бастиона, на месте которого сооружён земляной вал с каменной лестницей. Рядом установлен памятный знак.
На территории парка находится участок крепостной стены с башней Моховой (Маховой). Внутри башни размещается музей «Смоленские украсы» городского Дворца творчества детей и юношества.
Близ Моховой башни находится памятник пионерам-героям с надписью «Бери с героев пример. Павлик Морозов. Леня Голиков. Зина Портнова. Марат Казей. Володя Дубинин».
В 2005 году в парке установлен монумент «Опалённый цветок» в память о маленьких узниках концентрационных лагерей фашизма. Скульптура представляет собой шар-цветок из сплетённых вместе детских тел, а листья цветка — плиты с названиями концлагерей.
На территории парка расположены фонтан, скульптуры животных, а также кафе и стрелковый тир.

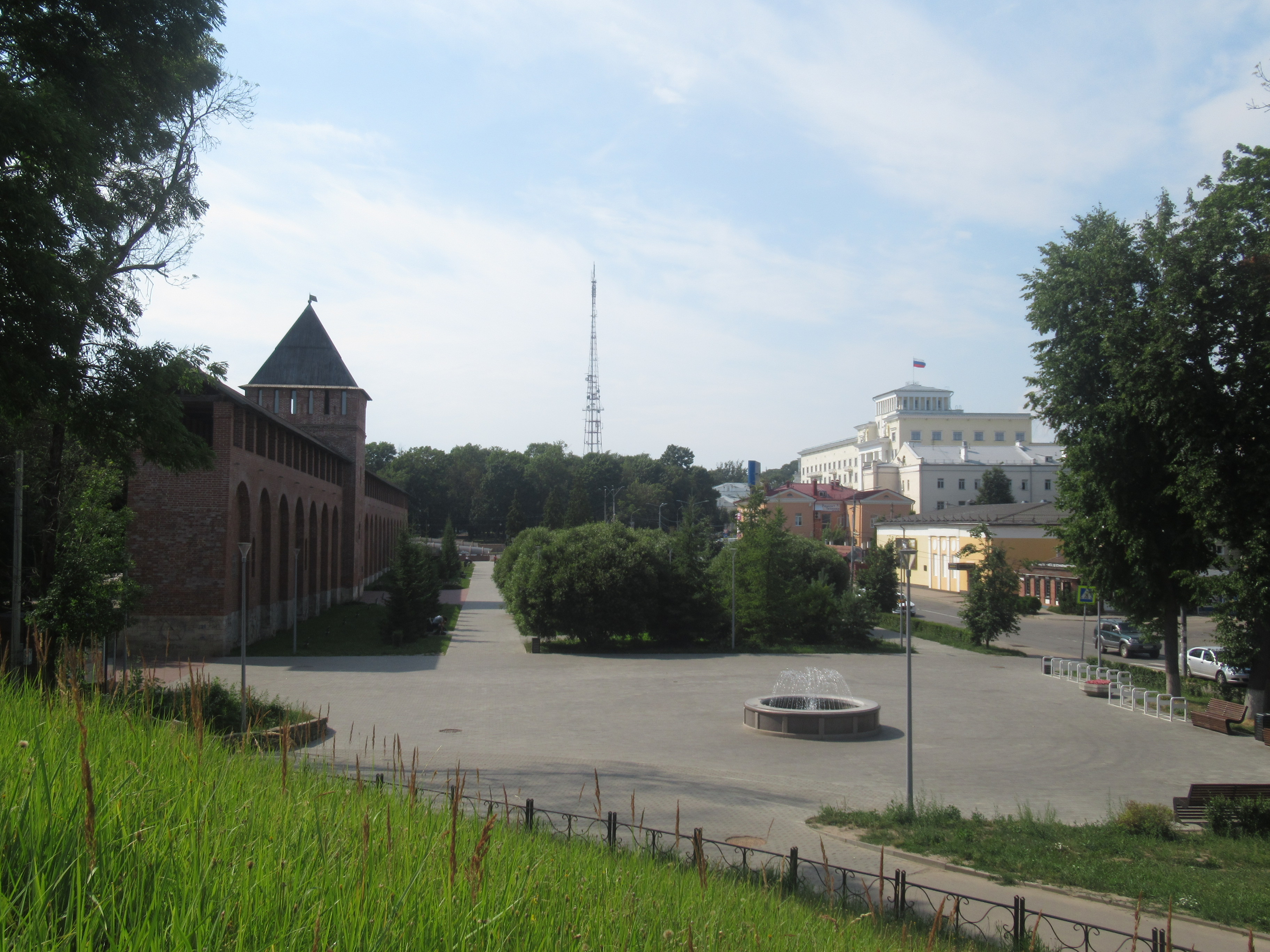
Вид на парк с Шеинова бастиона
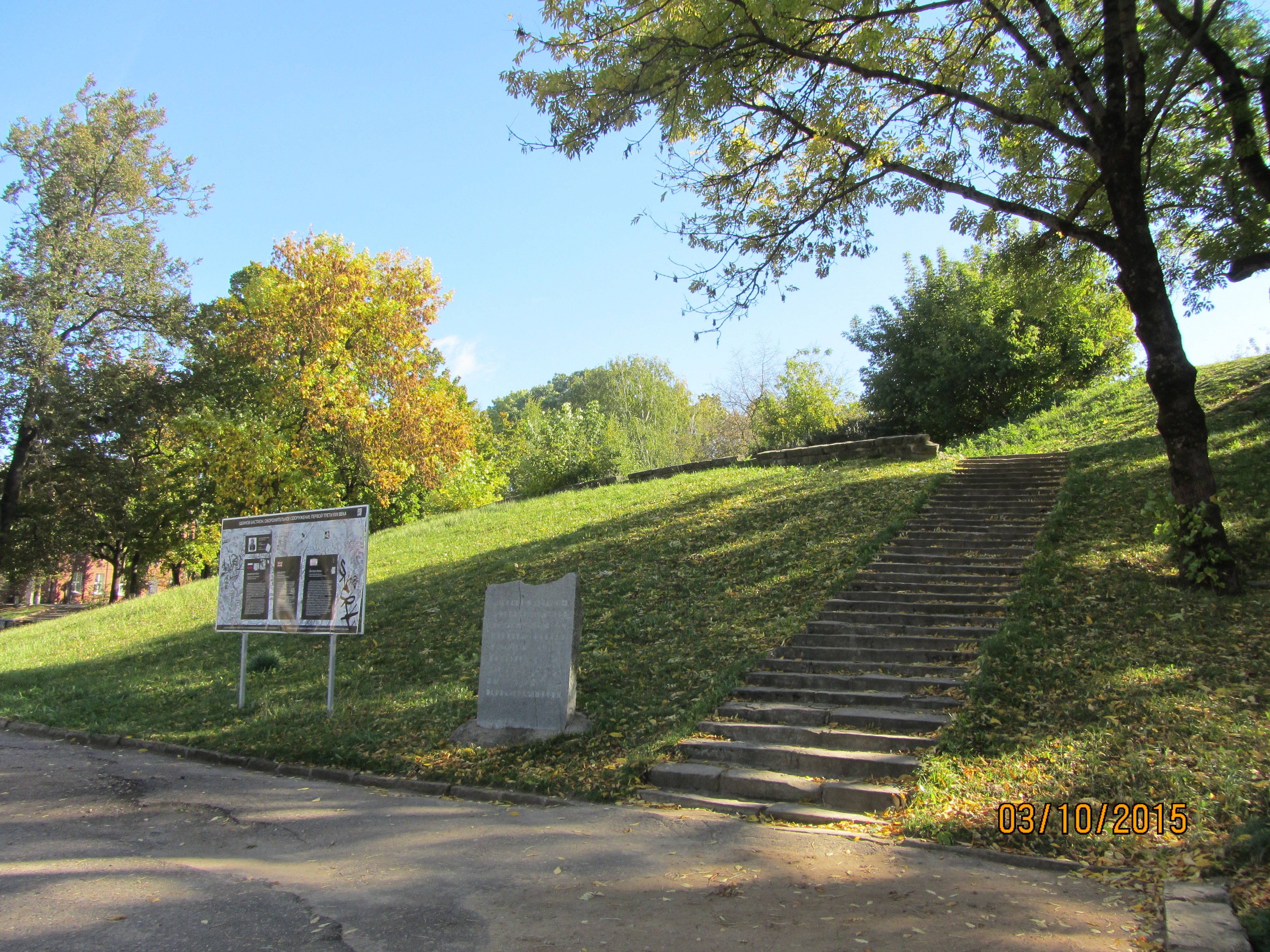
Шеинов бастион
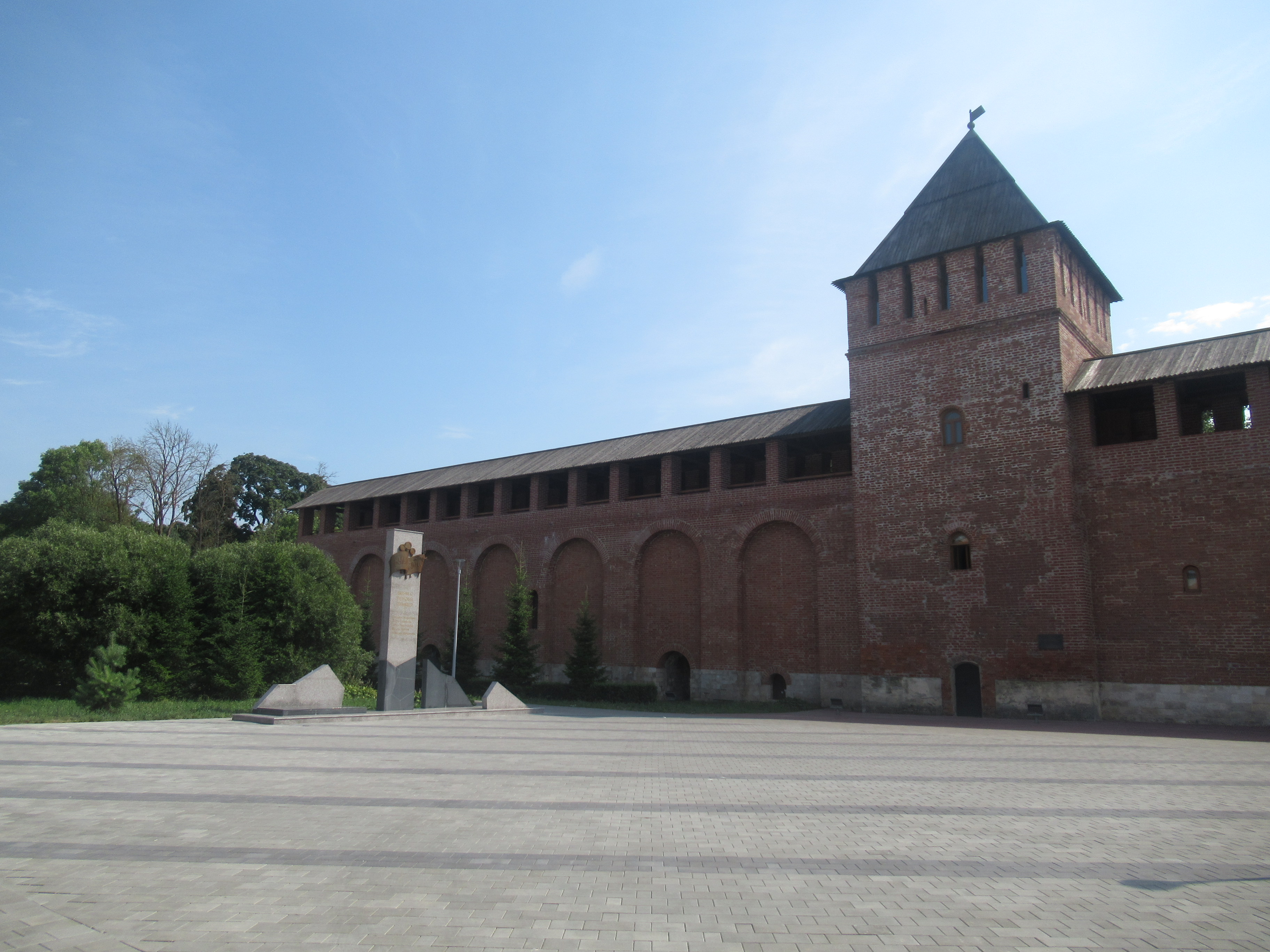
Башня Моховая и памятник пионерам-героям
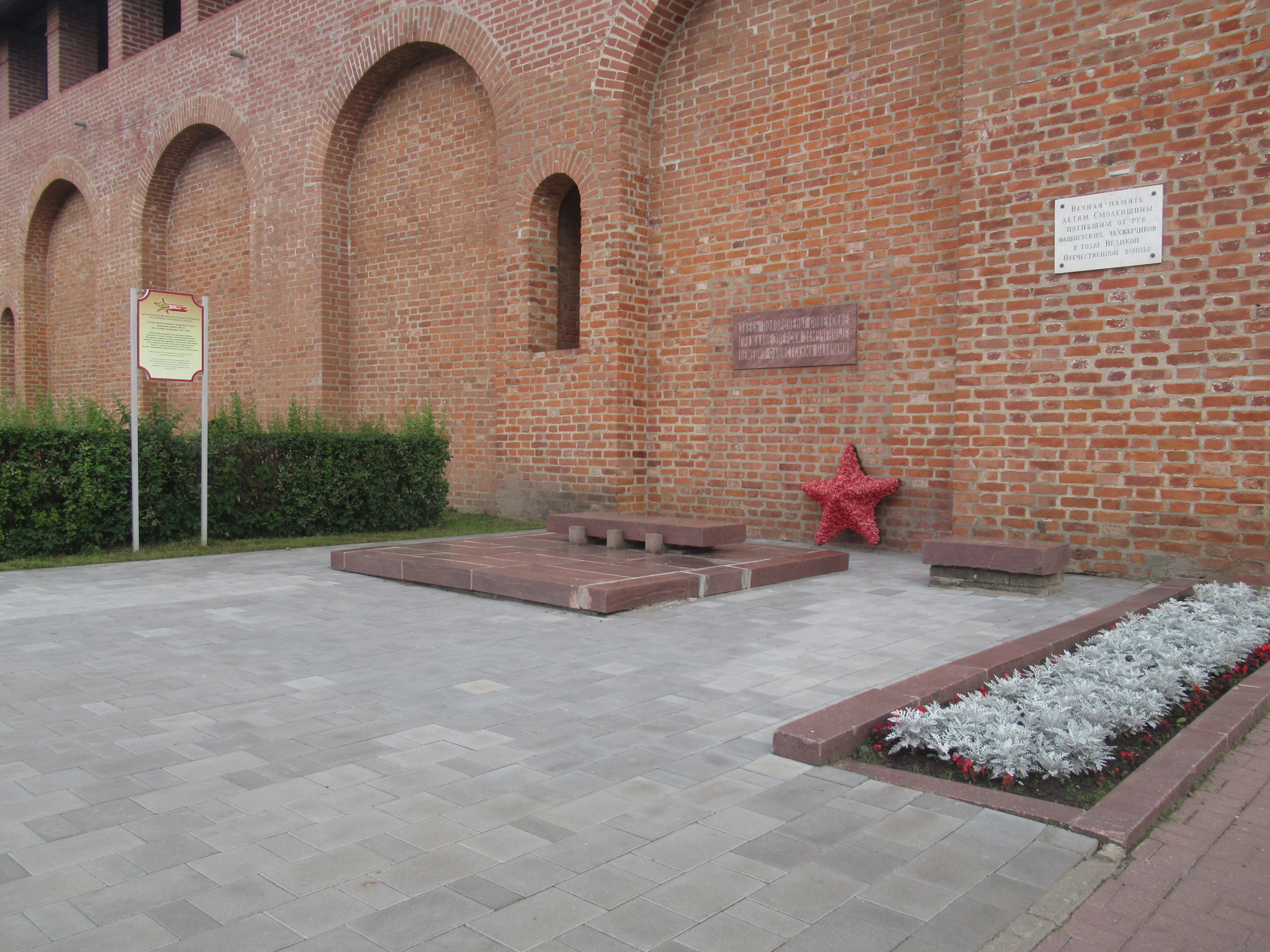
Захоронения советских граждан, погибших от рук фашистских захватчиков